# Pithecheir melanurus
Pithecheir melanurus és una espècie de mamífer rosegador de la família dels múrids. És endèmica de l'oest de Java (Indonèsia), on viu a altituds de fins a 1.200 msnm. El seu hàbitat natural són els boscos tropicals de plana. Pot estar amenaçada per la desforestació i, de fet, no se n'ha trobat cap exemplar des d'abans de la Segona Guerra Mundial. El seu nom específic, melanurus, significa ‘cuanegre’ en llatí.